# Sophia Brommer
Sophia Christine Brommer (* 1981 in Leonberg) ist eine deutsche Opern-, Operetten-, Lied- und Oratoriensängerin (Sopran).

## Leben
Die in Leonberg geborene Künstlerin wuchs in Calw auf. Ab dem zehnten Lebensjahr erhielt sie Gesangsunterricht. Brommer absolvierte ein Gesangsstudium an der Hochschule für Musik und Theater München und an der Bayerischen Theaterakademie August Everding. Ihr Studium schloss die mit dem Diplom und der Auszeichnung zur Meisterklasse ab.
Die Sopranistin war von der Spielzeit 2007/08 bis 2012/13 am Theater Augsburg tätig, gastierte folgend u. a. am Staatstheater Saarbrücken, Staatstheater Wiesbaden, an der Volksoper Wien, am Konzert Theater St. Gallen, an der Königlichen Oper Kopenhagen, am Aalto-Theater Essen, Staatstheater am Gärtnerplatz München, sowie am Opernhaus Graz. Zu ihren Partien zählen Violetta Valery in La Traviata, Luisa in Luisa Miller, Mimi in La Bohème, Juliette in Roméo et Juliette sowie Marguerite in Faust von Gounod und Magda in La rondine.
Zu ihrer ersten CD, erschienen 2013, schrieb die Augsburger Allgemeine:

„Die ‚Aufbruch‘ betitelte Einspielung […] überrascht in mehrerer Hinsicht. Lieder nach Gedichten von Goethe und Hermann Hesse – von Schumann, Strauss, Schoeck und Kilpinen vertont – lassen weitere künstlerische Facetten der Sängerin hören. Ihr gelingt es auch im Liedbereich, das Stimmpotenzial in den Dienst intelligenter Gestaltung zu stellen – in berühmten Werken, doch auch solchen, die selten auf Programmzetteln auftauchen. Besonders das Liedschaffen von Othmar Schoeck (1886–1957) gehört zu den Highlights der CD.“

Ihre zweite CD erschien 2014. Auf dieser singt sie vor allem große Arien aus französischen und italienischen Opern u. a. von Bellini, Bizet, Donizetti und Verdi. „Da imponiert die schillernde, metallische Färbung ihrer Stimme wie sie den glühenden Stahl einzusetzen versteht…“ war in der Augsburger Allgemeinen zu lesen.

## Preise/Auszeichnungen (Auswahl)
1998 und 1999 belegte Brommer den 1. Platz auf Bundesebene beim Wettbewerb Jugend musiziert im Fach Gesang. Sie wurde mit dem Sonderpreis der Walter Kaminski-Stiftung und des Deutschen Musikrates ausgezeichnet. 2008 erhielt sie den Bayerischen Kunstförderpreis.
2009 wurde sie mit dem Augsburger Theaterpreis ausgezeichnet. 2012 wurde Brommer beim internationalen Musikwettbewerb der ARD in München der 3. Preis verliehen; außerdem erhielt sie den Publikumspreis und zwei weitere Sonderpreise.

## Privates
Die Künstlerin ist seit 2015 verheiratet und hat eine Tochter.

## CDs
- 2013: Aufbruch, Label Oehms Classik
- 2014: Promessa, Label Oehms/Naxos
- 2019: Ordo Amoris, Enjott Schneider, BR-Klassik